# Haunwöhr
Haunwöhr is een plaats in de Duitse gemeente Ingolstadt, deelstaat Beieren, en telt 7501 inwoners (2006).